# Eustrotia papillata
Eustrotia papillata là một loài bướm đêm trong họ Noctuidae.